# Only Theatre of Pain
Only Theatre of Pain ist das erste Studioalbum der US-amerikanischen Death-Rock-Band Christian Death.

## Hintergrund
Only Theatre of Pain wurde im März 1982 veröffentlicht und gilt unter Kritikern als "Harbinger of Death-Rock".
Im Gegensatz zu späteren Veröffentlichungen wie Ashes, die meist deutlich am Gothic Rock orientieren sind, ist Only Theatre of Pain noch deutlich im Gothic Punk angesiedelt. Dies äußert sich durch die hastige und wütende Spielweise der Gitarren, während das tiefe Bassspiel dominant und markanter ist. Im Gegenzug kann man auf Alben wie Catastrophe Ballet und Ashes auch schon deutlich gothic-rock-lastigere Stücke, die durch klare Melodiebögen sowie dominantere, ruhigere und helle Gitarren gekennzeichnet sind vermerken, während der herunter gestimmte Bass begleitend in den Hintergrund rückt. Die Texte sind durchweg theatralisch und im Gegensatz zu den Lyrics ab Atrocities durchweg surreal geprägt. Zudem spielte Christian Deaths damals noch 16-jähriger Frontmann Rozz Williams in seinen Texten des Öfteren mit satanischen, blasphemischen und okkulten Inhalten. Only Theatre of Pain, wie auch die bis einschließlich 1988 folgenden Alben werden aufgrund ihrer am Gothic Rock und Gothic Punk orientierten Spielweisen auch als American Gothic betitelt. Die frühen Veröffentlichungen unter Rozz Williams gelten im Allgemeinen als Archetyp des American Gothic.
Produziert und unter dem Label Frontier veröffentlicht wurde das Album 1982 von Rozz Williams und Thom Wilson.
Only Theatre of Pain war das vorerst einzige Album in dieser Besetzung. Nachdem die Aufnahmen abgeschlossen waren, beschloss Frontmann Williams nach Europa auszuwandern und anschließend die Band mit Mitgliedern von Pompeii 99 erneut zu gründen. Die auf Only Theatre of Pain noch als Gastmusikerin verzeichnete Eva O heiratete Williams später und sie wurde ein festes Mitglied der Band.
Insbesondere die ersten Veröffentlichungen von Christian Death veränderten den im Punk verankerten Klang des Death-Rock nachhaltig und prägten somit ein Gegenstück zum britischen Gothic Rock.

„The sound of Christian Death was about to change and become more affected and various remaining in the death rock, which is in fact the American gothic rock, quite different from the UK gothic scene of the 80s, fields that Rozz Williams with Christian Death formed with "Deathwish" (1981) and "Only Theatre Of Pain" (1982).“

„Der Klang von Christian Death beeinflusste und veränderte nachhaltig den Death Rock, welcher faktisch der sich von der britischen Gothic Rock Szene der 80er unterscheidende amerikanische Gothic Rock ist, ein Stil den Rozz Williams mit Christian Death mit ‚Deathwish‘ (1981) und ‚Only Theatre Of Pain‘ (1982) begründet hatte.“

Only Theatre of Pain wurde für den Death Rock ein maßgebendes Werk, das in seiner Wirkung auf den Death-Rock mit dem Debütalbum der Ramones für den Punk verglichen wurde.
Am 13. April 2007 wurde die originale Besetzung erneut zusammengerufen, um unter dem Namen Christian Death 1334 das Album im Rahmen eines Konzertes im Henry Fonda Theatre in Los Angeles neu einzuspielen. Das Kürzel 1334 diente hierbei dazu, eine Distanzierung von der derzeitigen Christian-Death-Besetzung unter Valor zu verdeutlichen.

## Titelliste
A-Seite
1. Cavity – First Communion – 4:06
2. Figurative Theatre – 2:41
3. Burnt Offerings – 3:42
4. Mysterium Iniquitatis – 2:46
5. Dream for Mother – 3:21

B-Seite
1. Stairs – Uncertain Journey – 3:06
2. Spiritual Cramp – 2:55
3. Romeo’s Distress – 3:15
4. Resurrection – Sixth Communion – 3:45
5. Prayer – 2:41

## Kritik
Seit seinem Erscheinen wurde das Album durchweg positiv beurteilt. Der Melody Maker sprach vom "gothic album to out-gothic all others". Alec A. Head bespricht auf der Internetseite Satan Stole My Teddybear die Alben Only Theatre of Pain, Catastrophe Ballet, Ashes und betitelt diese als Post-Punk-Essentials.

## Referenzen
- Dave Thompson, Kirsten Borchardt: Schattenwelt – Helden und Legenden des Gothic Rock. 2004, ISBN 3-85445-236-5.